# Quannah Chasinghorse-Potts
Pour les articles homonymes, voir Potts.
Quannah Rose Chasinghorse-Potts (née le 7 juin 2002) est une mannequin américaine et protectrice des terres (land protector) basée à Fairbanks, en Alaska. Elle apparaît dans le Top 21 des mannequins de moins de 21 ans du Teen Vogue de 2020.

## Jeunes années
Née sur le territoire de la nation Navajo à Tuba City en Arizona, Chasinghorse est, du côté de sa mère, membre du peuple amérindien Hän Hwëch'in (« le peuple de la Rivière », ici la rivière Yukon) Gwich'in, groupes ethniques de langue athapascane, et, du côté de son père, une Lakota Sicangu-Oglala de la réserve indienne Rosebud dans le Dakota du Sud. 
Quannah Chasinghorse passe les premières années de sa vie en Arizona, en Mongolie et au Nouveau-Mexique, avant de retourner sur ses terres natales en Alaska à l'âge de 6 ans. Elle vit d'abord à Kenny Lake, puis à Fairbanks. Elle fréquente l'Effie Kokrine Charter School.

## Carrière
Quannah Chasinghorse-Potts est une protectrice des terres de quatrième génération pour le refuge faunique national de l'Arctique, en tant que membre de l'Alaska Wilderness League (« Ligue pour la Faune Sauvage de l'Alaska »). Elle explique ne pas vouloir que les futures générations continuent à se battre. À l'âge de 17 ans, elle devient membre de l'International Gwich’in Youth Council ('Conseil International des jeunes Gwich'in"), voyage à Washington, D.C., à New York, et dans le Colorado. Elle se bat contre les concessions pétrolières qui endommageraient le refuge, et soutient HR 11-46, un projet de loi visant à protéger durablement les terres. Elle participe à des manifestations pour le climat chez elle et à Denver. Elle prend parti pour l'action climatique et les droits des peuples autochtones à de nombreux événements et commissions,.
Quannah Chasinghorse-Potts s'intéresse tôt à la mode, mais en raison du manque de représentation des peuples autochtones dans les magazines et défilés de mode, ne pense pas pouvoir en faire une carrière. En 2020, elle décroche un contrat avec l'entreprise de Calvin Klein pour leur campagne one future #ckone. Elle signe alors avec IMG Models,. Depuis, elle a été représentée sur les unes de Vogue Mexico, Vogue Japan et V Magazine. Elle est reconnaissable par ses tatouages faciaux traditionnels appelés Yidįįłtoo.
Quannah Chasinghorse-Potts se fait un devoir de célébrer la mode autochtone et de promouvoir des marques autochtones durables. La tenue qu'elle porte au Met Gala de 2021, sur le thème America : A Lexicon of Fashion (« L'Amérique : un lexique de mode »), devient virale sur les réseaux sociaux. Cette tenue, inspirée par la culture Navajo, est conçue et réalisée par le créateur Peter Dundas, la styliste Tabitha Simmons (en), la maquilleuse Gucci Westman, et par sa tante, Jocelyn Billy-Upshaw, élue Miss Navajo Nation en 2006, qui lui apporte pour l'occasion des bijoux en argent et en turquoise issues de sa propre collection, œuvres d'artistes Navajo. L'entreprise Refinery29 la désigne comme la « star » de l'événement. La même semaine, elle défile pour la première fois à la New York Fashion Week.